# Calixto Bieito
Calixto Bieito, né le 2 novembre 1963 à Miranda de Ebro (Province de Burgos), est un metteur en scène de théâtre et d'opéra espagnol, aux choix esthétiques et politiques controversés, qui se produit dans le monde entier.

## Biographie
La famille mélomane de Calixto Bieito déménage à Barcelone quand il a quatorze ans. Encouragé par sa mère à jouer du piano, le jeune Calixto se familiarise également avec la zarzuela, l'opérette espagnole particulièrement populaire dans sa région. Et c'est ce genre qu'il choisit pour ses débuts dans la mise en scène, avec la Verbena de la Paloma en 1996, reprise au festival d'Edinburgh en 1997. Le Teatre Romea de Barcelone, devenu le Centro Dramático de la Generalitat  en 1989, en confie la direction à Calixto Bieito qui reste à la tête du théâtre jusqu'en 2011.

### Metteur en scène de théâtre
Au Centro Dramático de Barcelone, il réalise en 1998, une nouvelle mise en scène pour la pièce de Federico Garcia Lorca, la Maison de Bernarda Alba conférant au texte « configuró una sobresaliente y potente estética a partir de un espacio escénico de gran sencillez. » . Il assure ensuite la création de La Vie est un songe de Calderon de la Barca à Edimbourg puis Londres et New York puis Les Comédies barbares de Valle-Inclán au  Festival d’Edimbourg 2000. Il met ensuite en scène le Macbeth de Shakespeare, donné en catalan, en juillet 2001 au festival de Salzbourg, mise en scène à nouveau présentée en 2003 au Barbican Center de Londres en avril 2003. Il retourne au festival d'Edimbourg en Août 2003 pour y présenter une mise en scène de Hamlet cette fois, pour laquelle le critique du Guardian note « Bieito's art clearly belongs to Dada in that he is offering us a deconstructed Hamlet in which the text is rearranged to highlight the hero's alienation from this savagely self-indulgent milieu. ». Shakespeare est parmi les auteurs qu'il met le plus souvent en scène ajoutant à son palmarès, La Vie et la mort du roi Jean puis La Tempête à Madrid. Parmi ses mises en scène les plus célèbres, citons également celle de L’Opéra de quat’sous  en 2002 à Barcelone, repris ensuite à la MC93 à Bobigny ou la Vie de Galilée du même Bertold Brecht, mais aussi l'Amphytrion de Molière, une adaptation théâtrale du Pierrot Lunaire de Schonberg à Barcelone.

### Metteur en scène d'opéra
Calixto Bieito est également connu dans le monde de l'opéra. Invité par toutes les grandes scènes du monde depuis le début des années 2000, il s'est rendu célèbre au travers de diverses réalisations qui ont provoqué de nombreuses controverses. Dans un entretien accordé à David Verdier, intitulé « Entretien avec un incendiaire » qui le présente ainsi : « Faisant de la controverse l'équivalent d'un carburant intellectuel, ce touche-à-tout de génie a revisité de fond en comble un large répertoire », Calixto Bieito parle ainsi de l'art lyrique : « L'opéra est une expérience, choc physique absolument impossible à traduire en mots ». Il parle également dans cet entretien, de l'une de ses premières mises en scène d'opéra, celle d'Un Ballo in maschera au Liceu en 2000, et du fait que « À cette époque, le Liceu était pour moi un véritable laboratoire pour la mise en scène. Des gens comme moi ou Claus Guth, Stefan Herheim, Andreas Homoki ont réussi à donner un grand coup de pied dans la fourmilière. ». Pour lui, les références politiques ne sont jamais absentes ce qu'il justifie ainsi : « L'idée principale de cette production était de parler de la transition qui s'est faite en Espagne, entre la dictature de Franco et la démocratie. Les masques renvoient aux mensonges de la politique ».
Bien qu'objet régulier de huées dans les salles de spectacles et de critiques plus ou moins sévères, Calixto Bieito s'impose dans la mise en scène d'opéra au travers de quelques grandes réussites qui seront reprises durant plus de vingt ans dans de nombreuses salles d'opéra, comme sa Carmen, inaugurée au festival de Peralada en 1999, et dont l'une des représentations de 2010 au Liceu avec Roberto Alagna et Béatrice Uria-Monzon a été captée pour un DVD. Cette production qualifiée de très féministe a également fait l'objet de plusieurs séries de représentations à Bâle en 2012, à l'Opéra de Paris en 2017, 2019 et 2022 et au Staatsoper de Vienne en 2022.
Il réalise ensuite successivement une mise en scène de Cosi fan Tutte au Welsh National Opera puis celle de Don Giovanni, dans une version anglaise, à l'English National Opera de Londres en juillet 2001 où il essuie des huées, la critique souligne cependant, comme l'une des raisons, l'attente déçue du public « The boos were almost inevitable, given the expectations aroused by Bieito's track record in the UK ». La production de son Don Giovanni est ensuite reprise en 2002 à Hanovre et au Liceu où l'une des représentations est filmée pour la sortie d'un DVD chez Opus Arte en 2005. Calixto Bieito s'attaque également à une autre œuvre de Mozart, L’Enlèvement au sérail, qu'il met en scène au Komische Oper de Berlin en 2004 et qui « scandalise Berlin » car « Calixto Bieito monte l'opéra de Mozart comme une orgie de sexe. ». Mais la production sera régulièrement reprise avec succès et finalement appréciée.
Calixto Bieito propose également plusieurs mises en scène d'opéras de Verdi, parmi lesquels, La Traviata, Il Trovatore, la Forza del destino, Aïda
En 2007, son Wozzeck créé au Liceu de Barcelone fait l'objet d'un DVD chez Opus Arte qui sort l'année suivante. L'année 2010 le voit créer plusieurs mises en scène en Allemagne, celle de Rusalka et de Fidelio à l'Opéra de Munich, celle d'Armida au Komische Oper de Berlin, qui feront toutes de longues carrières, puisque le Fidelio, créé cette année-là avec Anja Kampe et Jonas Kaufmann sera repris dès l'été 2012 puis à de nombreuses reprises jusqu'en 2019 où la distribution d'origine est à nouveau réunie sous la direction de Kiril Petrenko, alors directeur musical de l'opéra de Munich.
Il produit d'autres mises en scène au Komische Oper de Berlin comme Der Freischütz en 2012 et à l'Opéra de Munich, comme Boris Godounov en 2013 qui donne lieu à un DVD sorti en 2014 et la Juive en 2016.
La Suisse l'accueille également pour un pour Don Carlos en 2006, une reprise de sa Rusalka en 2011 à Bâle puis en  2013 pour une mise en scène du War Requiem de Benjamin Britten qui conduit le critique Franck Langlois à conclure ainsi dans ResMusica « Mettre en scène le War Requiem est donc possible. Mais égaler cette production en lucidité, ardeur et intelligence est, désormais, un redoutable défi ». Toujours en Suisse, à Bâle, il met en scène un Otello de Verdi jugé « très cru » en 2014.
Le metteur en scène catalan, s'attaque également, en 2014, à des œuvres plus rares comme Die Soldaten de Bernd Alois Zimmermann dans une mise en scène co-produite par Berlin et Zurich et reprise en janvier 2024 sous la forme plus réduite d'une mise en espace, dans les Philharmonies de Leipzig, Hambourg et Paris,  Lear d'Aribert Reimann en 2016 à l'Opéra de Paris, salle Garnier, Lady Macbeth de Mtsensk à Anvers en 2014, Les Bienveillantes de Hèctor Parra à Anvers en 2019, Samson de Joachim Raff à Weimar en avril 2023, Guerre et Paix de Prokofiev à Genève en 2021, Orgia de Hèctor Parra, en création mondiale en juin 2023 au Teatro Arriaga de Bilbao et qui sera repris en 2014 au Liceu. 
Il fait ses débuts en France, au Capitole de Toulouse, avec la reprise de la production de Turandot, créée à Nuremberg en 2014, pour laquelle « Il avance pourtant sa fidélité au compositeur, et il entend la prouver à Toulouse en refusant de mettre en scène le final d’Alfano », le rideau tombe donc juste après la mort de Liu, c'est-à-dire une fois achevée la partition directement écrite par Puccini. Il mettra également en scène Simon Boccanegra en 2018 à l'Opéra de Paris avec Ludovic Tézier dans le rôle titre, puis est choisi pour le Ring qui doit courir sur deux saisons 2019 et 2020 et clore le double mandat de Philippe Jordan comme directeur musical de l'Opéra de Paris. Mais les fermetures de salles de spectacles à cause de l'épidémie de COVID, conduit d'abord à l'annulation du Rheingold, puis de la Walküre, prévus en avril et mai 2020, puis finalement renoncer à toute mise en scène du Ring pour donner une simple version concert sans public, retransmise sur France Musique.
Calixto Bieito met cependant en scène plusieurs ouvrages de Richard Wagner tels que Fliegende Holländer en 2007 à Stuttgart, Tannhauser en 2015 au Vlaamse Opera de Gand, repris au Teatro La Fenice de Venise, au Teatro Carlo Felice de Gênes et à Berne en 2017, Parsifal en 2010, repris à Stuttgart en 2018, Tristan und Isolde en 2022 au Staatsoper de Vienne, Lohengrin au Staatsoper de Berlin en 2020. 
Calixto Bieito a également proposé des mises en scène pour des Requiems (Verdi, Britten) et des oratorios (Les vêpres de la Vierge ). En juillet 2023, il crée une scénographie pour l'oratorio de Haendel, La Resurrezione, au théâtre national de Mannheim. En février 2019, il met en scène Elias de Mendelssohn au Theater an der Wien, mise en scène reprise en décembre 2023 à l'Opéra de Lyon.
Ses projets comprennent notamment L'incoronazione di Poppea de Monteverdi et Orgia de Hèctor Parra au Liceu, Maometto II de Rossini en Teatro San Carlo de Naples en 2024, The exterminating Angel de Thomas Adès à l'Opéra de Paris en 2024.